# خوان دي لا كوسا

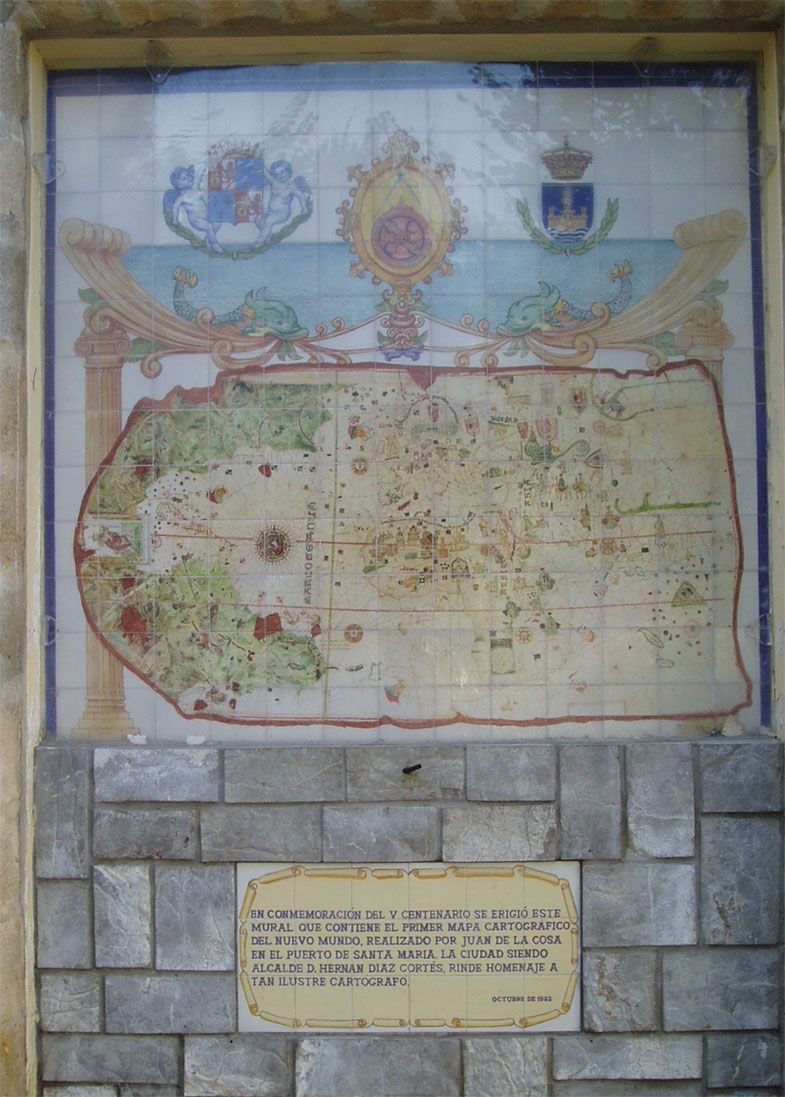
الخريطة التي رسمها خوان

خوان دي لا كوسا أو خوان الباسكي (1450-1510م) وهو مستكشف ورحالة و راسم خرائط إسباني باسكي، ويعتبر أول أوروبي ومن العالم القديم يرسم خريطة للقارتين الأمريكيتين، وكانت تحتوي الخريطة على الآراضي التي أكتشفت في القرن الخامس عشر.
ولد دي لا كوسا في سنة 1450 في مدينة سانتونيا في تاج قشتالة، شارك مع كريستوفر كولومبوس في رحلتيه الأولى و الثانية إلى الهند الغربية ولعب دورا مهما في هاتين الرحلتين، حيث كان قائد سفينته الرئيسية سانتا ماريا.
في سنة 1499 إنضم مع صديقه ألونسو دي أوخيدا بعد أن اختلف مع كريستوفر كولومبوس في أمريكا الجنوبية، وعاد معه إلى أندلوسيا وهناك رسم خريطته المشهورة مابا موندي عن تصوره لشكل العالم، وثم عاد للإبحار إلى العالم الجديد وهذه المرة مع رودريغو دي باستيداس وبعد عمل برحلات متناوبة في العالم الجديد تحت إمرة التاج الملكي، وفي سنة 1508 عمل كجاسوس ضد البرتغاليين، وفي عام 1509 قام بأخر رحلة له مع صديقه القديم ألونسو دي أوخيدا، لأخذ بعض السواحل في كولومبيا، وهناك قتل دي لا كوسا في معركة بين جيش الإسباني ضد الهنود الحمر هناك من أجل حيازة خليج أورابا.